# حياة مي (كتاب)

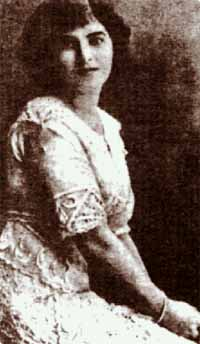
مي زيادة

حياة مي هو أحد كتابين ألفهما الكاتب المصري محمد عبد الغني حسن عن مي زيادة، وهو أول الكتابين. صدر الكتاب في أوائل عام 1942، بعد عام تقريبًا من وفاة مي. كان كتابه الآخر هو مي: أديبة الشرق والعروبة.

## خلفية الكتاب
كان محمد عبد الغني حسن قد عرف مي في أواخر حياتها، كما ألقى في حفل تأبينها قصيدة مؤثرة، وقد كلفه فؤاد صروف ـ صاحب المقتطف ـ عقب وفاة مي بإجراء أحاديث مع رجال الفكر والأدب الذين عرفوها عن قرب، مثل مصطفى عبد الرازق وعباس العقاد وهدى شعراوي وأنطون الجميل ومنصور فهمي وإبراهيم عبد القادر المازني وخليل مطران وطه حسين، ونُشرت هذه الأحاديث تباعًا في المقتطف.
وقد أغرت هذه الأحاديث المؤلف بالكتابة عن مي، ودراسة أدبها، وخصائصه، وقوتها الخطابية المبهرة، وعن ندوتها الأدبية (صالونها) التي كانت ملتقى رجال الأدب والعلم والفن، وأنجز البحث وأوجزه في كتاب «حياة مي» الذي صدر في العام التالي لوفاتها.
ثم ارتأى حسن إثر ذلك أن يضيف إلى كتابه فصولًا ودراسات جديدة عن محنة مي، وموتها، والشعر الذي قيل في تأبينها، وأيضًا أدبها وتأليفها وأفكارها، ونماذج من كتاباتها، وجمعه في كتابه الثاني عن مي زيادة، الذي اختار له عنوان «مي: أديبة الشرق والعروبة».